# Turistická značená trasa 8604
 Turistická značená trasa 8604 měří 5,5 km a spojuje obec Vyšná Revúca a vrchol Ploská v pohoří Velká Fatra na Slovensku. 

## Průběh trasy
Stoupá prudce zpočátku zalesněným terénem, poté po travnatém hřebeni z obce Vyšná Revúca do sedla Ploské a odtud na vrchol Ploská.
| Km  | Místo         | Navazující a křižující trasy     | Souřadnice                      | Nadm. výška  |
| --- | ------------- | -------------------------------- | ------------------------------- | ------------ |
| 0   | Vyšná Revúca  |                                  | 48°54′33″ s. š., 19°9′56″ v. d. | 712 m n. m.  |
| 4,4 | Sedlo Ploskej | Naučná stezka Čierny kameň, 5600 | 48°55′50″ s. š., 19°7′50″ v. d. | 1396 m n. m. |
| 5,5 | Ploská        | 0870 (Velkofatranská magistrála) | 48°56′2″ s. š., 19°7′ v. d.     | 1530 m n. m. |

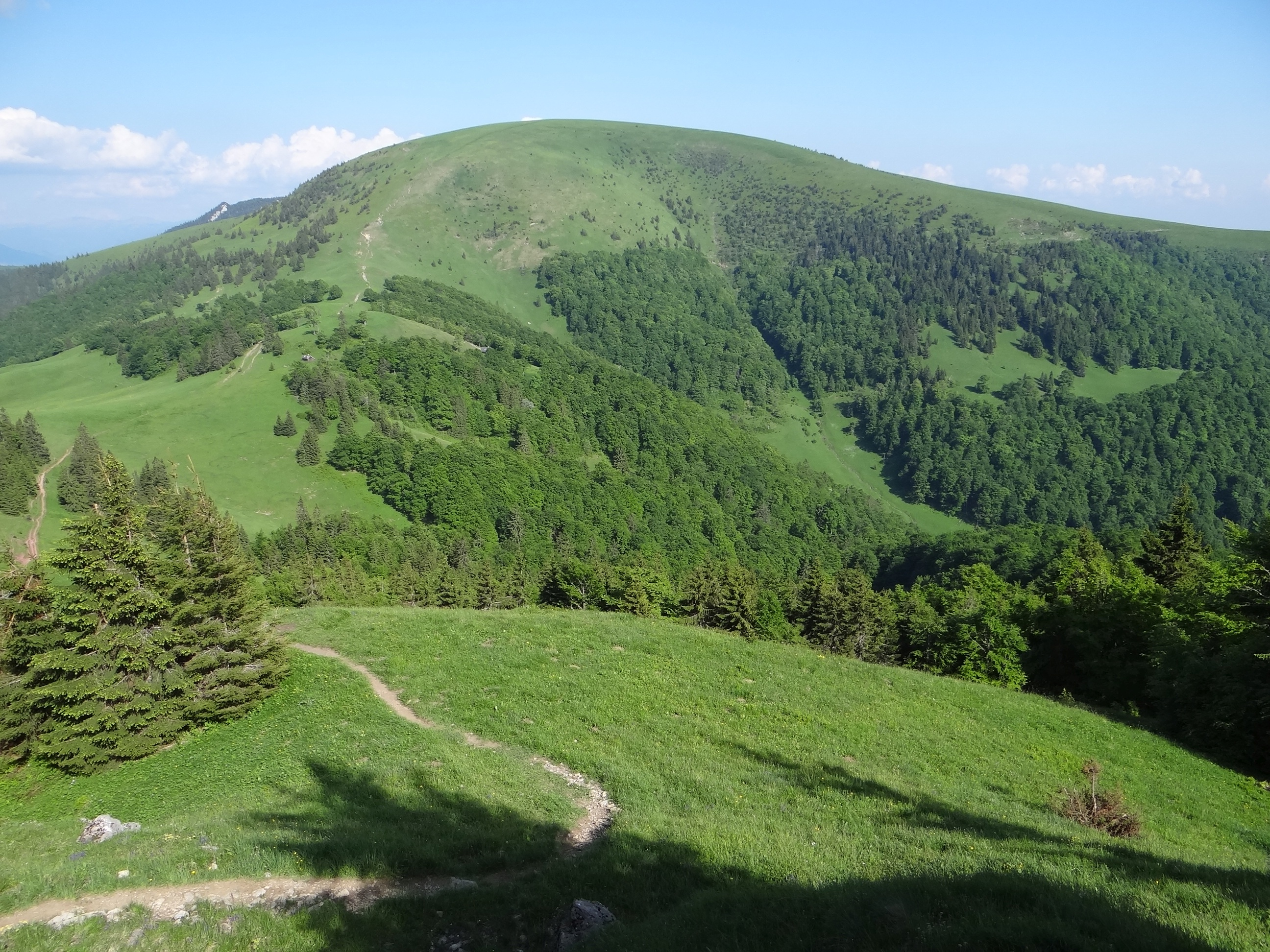
Ploská
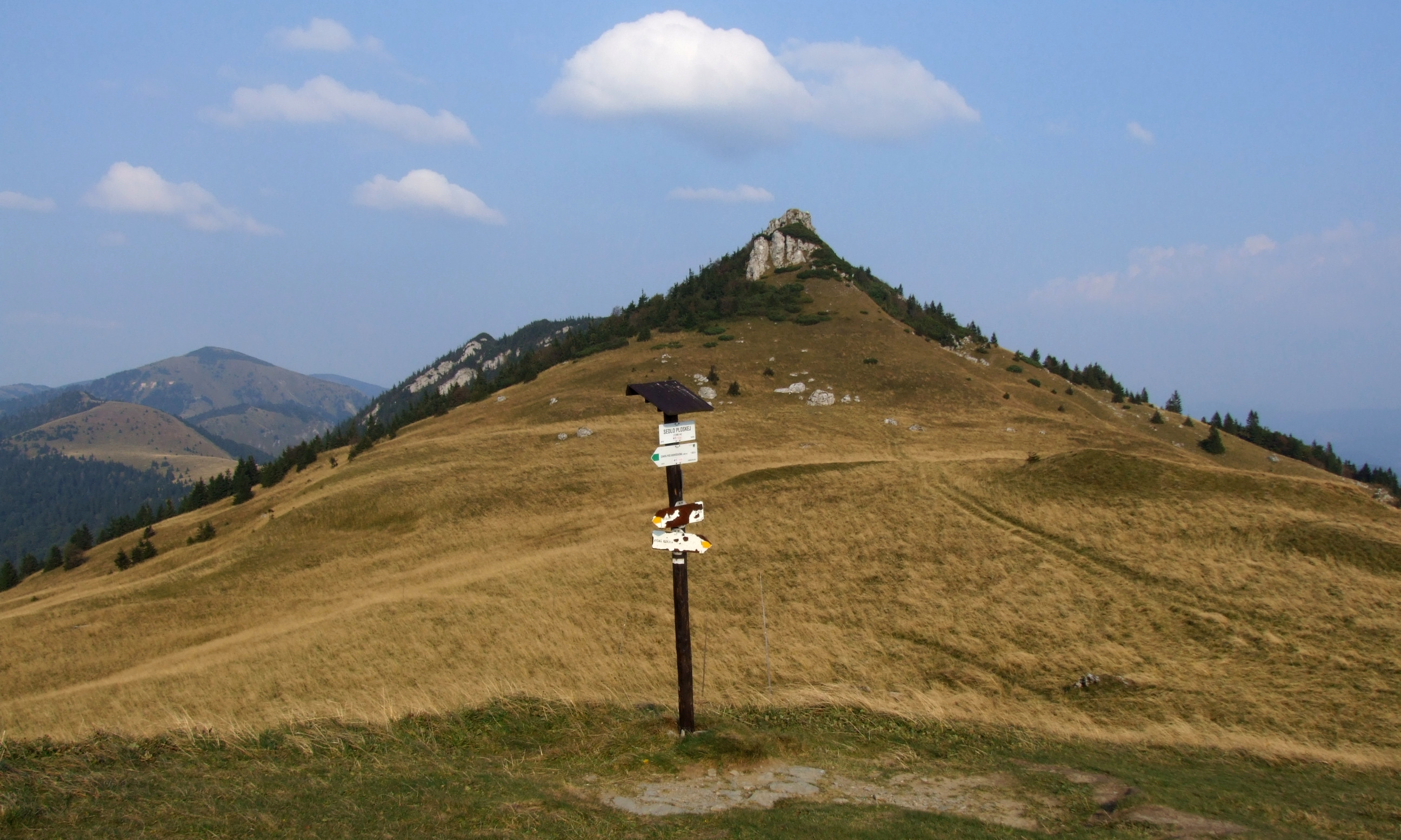
Čierny kame